# Макарије Печерски
Меркурије Печерски (14. век, Кијев) је православни светитељ, монах Кијевско-Печерског манастира.
Православна црква помиње светог Меркурија 4 (17) и 24. новембра (7. децембра), као и 28. августа (10. септембра) у оквиру Сабора Кијевско-печерских преподобних отаца, који почивају у Далеким пећинама.
О овом светитељу се једино зна да је за живота био близак пријатељ преподобног Пајсија Печерског, са којим је живео у истој келији. Заједно су сахрањени.
Мошти Светог Меркурија се чувају у Далеким пећинама Кијево-Печерске лавре.